# Tramway de Biskra à la Fontaine Chaude
| Henri Clamens (1905–1937): Innenansicht der Tramway von Biskra, 1933 Decauville-Sommerwagen vor dem Thermalbad |                                             |                                      |                                      |
| Streckenverlauf bis 1897 und Verlängerung |                                             |                                      |                                      |
| Streckenlänge: | • Bis April 1897: 6 km • Ab Mai 1897: 12 km |                                      |                                      |
| Spurweite: | 600 mm (Schmalspur)                         |                                      |                                      |
| |                                             |                                      |                                      |
| \| \| 0 \| Thermalquelle Hammam Salahine \| Thermalquelle Hammam Salahine \| \| \| +6 \| von der CBOR-Dattelplantage \| von der CBOR-Dattelplantage \| \| \| \| 600-mm-Decauville-Pferdebahn \| \| \| \| \| Biskra, Casino Dar-Daf (قاعة الاطلس) \| \| \| \| 6[6] \| Alt Biskra Vieux Biskra \| Alt Biskra Vieux Biskra \| |                                             |                                      |                                      |
| U-Bahn-Kopfbahnhof Streckenanfang (Strecke außer Betrieb) | 0                                           | Thermalquelle Hammam Salahine        | Thermalquelle Hammam Salahine        |
| U-Bahn-Abzweig geradeaus und von rechts (Strecke außer Betrieb) | +6                                          | von der CBOR-Dattelplantage          | von der CBOR-Dattelplantage          |
| U-Bahn-Strecke (außer Betrieb) |                                             | 600-mm-Decauville-Pferdebahn         | 600-mm-Decauville-Pferdebahn         |
| U-Bahn-Bahnhof (Strecke außer Betrieb) |                                             | Biskra, Casino Dar-Daf (قاعة الاطلس) | Biskra, Casino Dar-Daf (قاعة الاطلس) |
| U-Bahn-Kopfbahnhof Streckenende (Strecke außer Betrieb) | 6                                           | Alt Biskra Vieux Biskra              | Alt Biskra Vieux Biskra              |

Die Tramway de Biskra à la Fontaine Chaude (deutsch Pferdebahn von Biskra zur Thermalquelle) war zwischen 1896 und 1955 bei der Oasenstadt Biskra in Algerien in Betrieb.

## Geschichte
Die Decauville-Bahn bediente den Badeort Hammam Salahine an der Thermalquelle. Sie wurde mit einer Spurweite von 600 mm gebaut und die Wagen wurden von Zugtieren gezogen. Die Decauville-Pferdebahn mit offenen und geschlossenen Wagen verband das Bad direkt mit dem Kasino von Biskra. Die Straßenbahn verkehrte mehrmals am Tag und erleichterte den Transport von Badegästen und Touristen.
Ab Mai 1897 wurde das bereits zuvor in der Stadt bestehende Straßenbahnnetz auf 12 Kilometer verlängert und bediente die Stadt Biskra, den Cercle des Étrangers, den Bahnhof, den Park, die Thermen und die vorstädtischen Dörfer der einheimischen Volksgruppen.
Die Thermalquelle ist leicht alkalisch und gehört zu den chloridhaltigen, natriumhaltigen und schwefelhaltigen Wassern. Um 1896 betrug die Schüttung 25 Liter pro Sekunde, die Temperatur am Austrittspunkt war 46,2 °C. Die Araber, von denen viele an Hautkrankheiten litten, vertrauten dem Wasser dieser Quelle, was durch seine Wirkung und jahrhundertelange Erfahrung gerechtfertigt war.
Die Compagnie de Biskra et de l’Oued-Rirh (C.B.O.R.), die 1878 als Fau, Foureau & Cie gegründet worden war und um 1893 das Casino gebaut hat, hat 1897 auch die Badeanstalt erneuert, oder besser gesagt, neu geschaffen. Es wurden Pläne für ein neues Thermalbad erstellt, das in seinen wichtigsten Teilen vollständig neu gebaut wurde. Das alte Freibad blieb erhalten, war aber den einheimischen Badegästen vorbehalten, die neben den Betriebsgebäuden auch die Ruheräume, ein Café usw. nutzen konnten. Auf der den einheimischen Bädern gegenüberliegenden Seite befanden sich die neuen Schwimmbecken, das Café und der Hydrotherapieraum, die Empfangsräume, Betriebsgebäude und Aufenthaltsräume. Nebenan befand sich das Restaurant. Die damalige Gestaltung des Bades war sehr modern. Der ursprüngliche Plan sah den Bau eines an das Restaurant angeschlossenen Hotels vor, in dem die Badegäste übernachten konnten, wenn sie abends nicht mit der Tramway nach Biskra fahren wollten.

## Historische Fotos

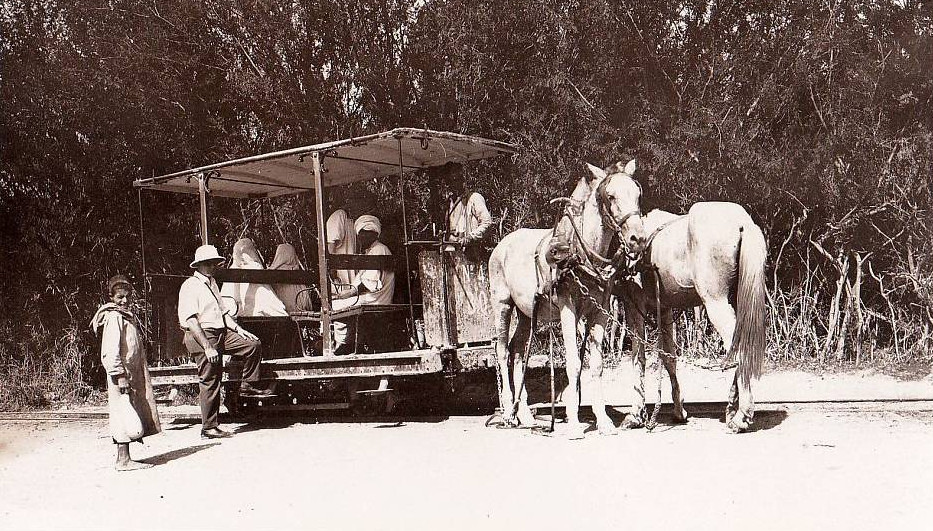
Eine der 3 Endstationen in Biskra
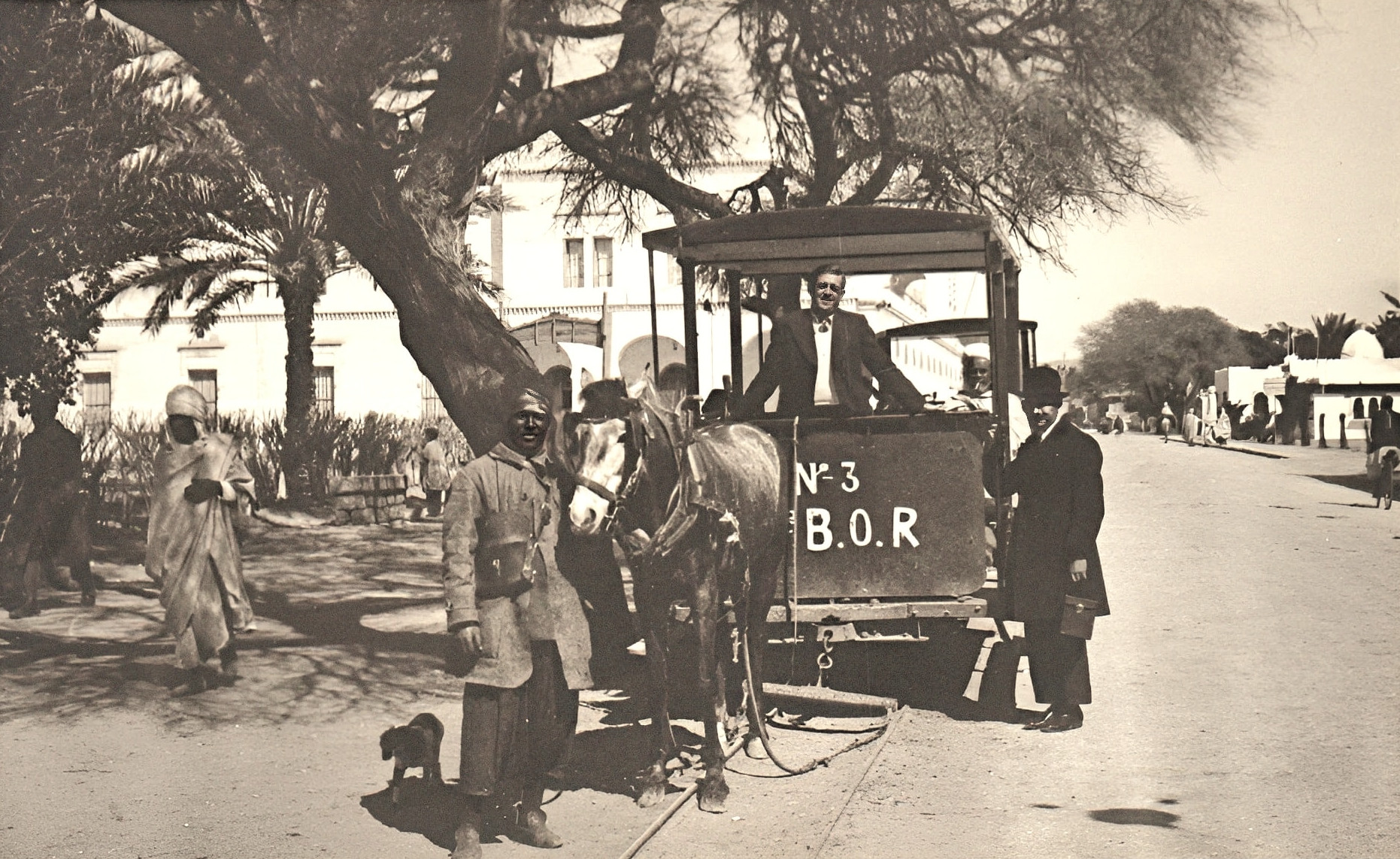
Wagen N° 3 am Casino in Biskra
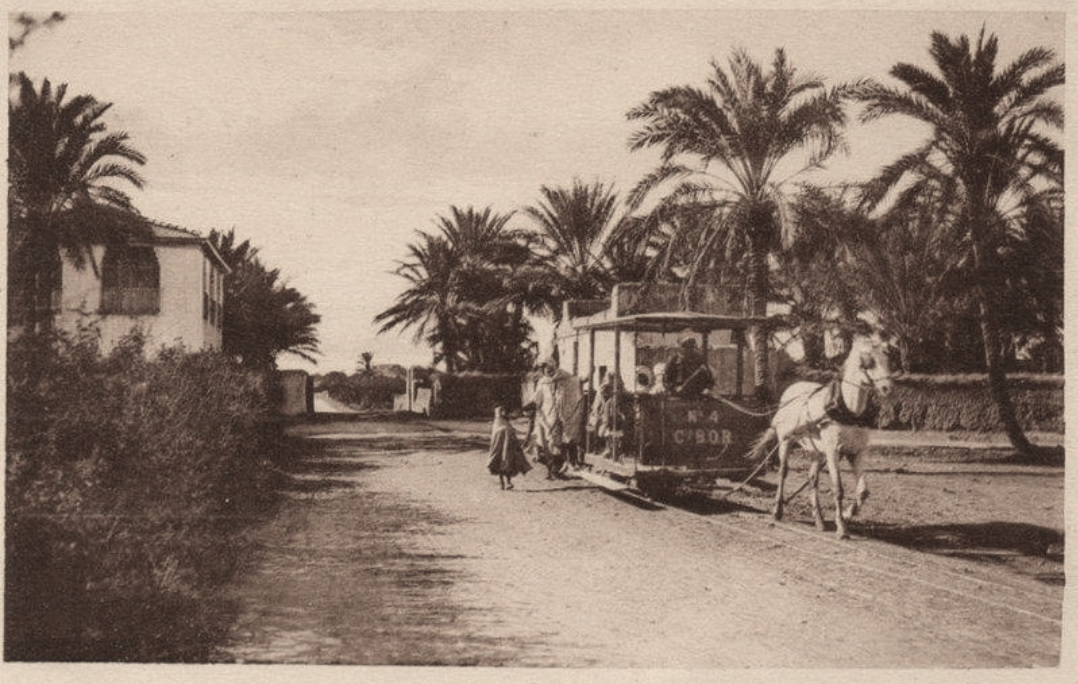
Wagen N° 4 unter den Palmen
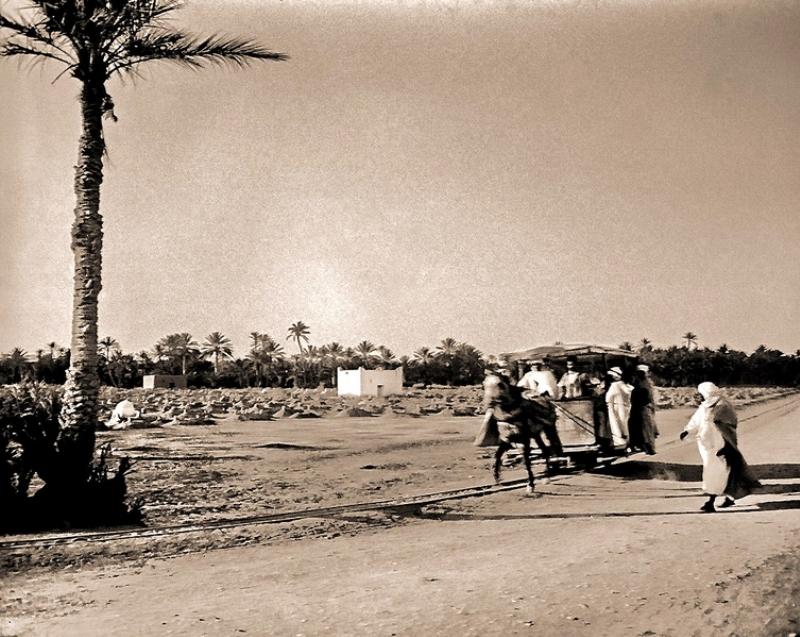
Pferdebahn auf offener Strecke